# Matt Mitrione
Matthew Steven Mitrione (Springfield, 15 de julho de 1978) é um lutador estadunidense de MMA e ex-jogador de futebol da NFL, tendo jogado para o New York Giants e o Minnesota Vikings. Foi membro do reality show da Spike TV The Ultimate Fighter: Heavyweights. 

## Cartel no MMA
| Cartel no MMA   |             |            |
| 17 lutas        | 12 vitórias | 5 derrotas |
| Por nocaute     | 11          | 2          |
| Por finalização | 0           | 2          |
| Por decisão     | 1           | 1          |

| Res.    | Cartel   | Oponente            | Método                             | Evento                                    | Data       | Round | Tempo | Local                    | Notas                                                                                            |
| ------- | -------- | ------------------- | ---------------------------------- | ----------------------------------------- | ---------- | ----- | ----- | ------------------------ | ------------------------------------------------------------------------------------------------ |
| Derrota | 13-8 (1) | Timothy Johnson     | Nocaute Técnico (socos)            | Bellator 243                              | 07/08/2020 | 1     | 3:14  | Uncasville, Connecticut  |                                                                                                  |
| Derrota | 13-7 (1) | Sergei Kharitonov   | Nocaute Técnico (joelhada e socos) | Bellator 225                              | 24/08/2019 | 2     | 1:24  | Bridgeport, Connecticut  |                                                                                                  |
| NC      | 13-6 (1) | Sergei Kharitonov   | Sem Resultado                      | Bellator 215: Mitrione vs. Kharitonov     | 15/02/2019 | 1     | 0:15  | Uncasville, Connecticut  | Kharitonov não pode continuar após um chute na virilha de Mitrione e a luta ficou sem resultado. |
| Derrota | 13-6     | Ryan Bader          | Decisão (unânime)                  | Bellator 207: Mitrione vs. Bader          | 12/10/2018 | 3     | 5:00  | Uncasville, Connecticut  | Semifinal do Grand Prix dos Pesados.                                                             |
| Vitória | 13-5     | Roy Nelson          | Decisão (majoritária)              | Bellator 194: Mitrione vs. Nelson II      | 16/02/2018 | 3     | 5:00  | Uncasville, Connecticut  | Quartas-de-final do Grand Prix dos Pesados.                                                      |
| Vitória | 12-5     | Fedor Emelianenko   | Nocaute (socos)                    | Bellator NYC: Sonnen vs. Silva            | 24/06/2017 | 1     | 1:14  | Nova Iorque, Nova Iorque |                                                                                                  |
| Vitoria | 11-5     | Oli Thompson        | Noucate Técnico (socos)            | Bellator 158                              | 16/07/2016 | 2     | 4:21  | Londres                  |                                                                                                  |
| Vitoria | 10-5     | Carl Seumanutafa    | Nocaute (socos)                    | Bellator 157                              | 24/06/2016 | 1     | 3:22  | St. Louis, Missouri      | Estreia no Bellator.                                                                             |
| Derrota | 9-5      | Travis Browne       | Nocaute Técnico (socos)            | UFC Fight Night: Dillashaw vs. Cruz       | 17/01/2016 | 3     | 4:09  | Boston, Massachusetts    |                                                                                                  |
| Derrota | 9-4      | Ben Rothwell        | Finalização (guilhotina)           | UFC Fight Night: Boetsch vs. Henderson    | 06/06/2015 | 1     | 1:54  | New Orleans, Louisiana   |                                                                                                  |
| Vitória | 9-3      | Gabriel Gonzaga     | Nocaute Técnico (socos)            | UFC on Fox: dos Santos vs. Miocic         | 13/12/2014 | 1     | 1:59  | Phoenix, Arizona         | Performance da Noite.                                                                            |
| Vitória | 8-3      | Derrick Lewis       | Nocaute (socos)                    | UFC Fight Night: Jacaré vs. Mousasi II    | 05/09/2014 | 1     | 0:41  | Ledyard, Connecticut     |                                                                                                  |
| Vitória | 7-3      | Shawn Jordan        | Nocaute (socos)                    | UFC Fight Night: Kim vs. Hathaway         | 01/03/2014 | 1     | 4:59  | Cotai                    | Performance da Noite.                                                                            |
| Derrota | 6-3      | Brendan Schaub      | Finalização (d'arce choke)         | UFC 165: Jones vs. Gustafsson             | 21/09/2013 | 1     | 4:06  | Toronto, Ontário         |                                                                                                  |
| Vitória | 6-2      | Phil De Fries       | Nocaute (socos)                    | UFC on Fuel TV: Mousasi vs. Latifi        | 08/04/2013 | 1     | 0:19  | Estocolmo                |                                                                                                  |
| Derrota | 5-2      | Roy Nelson          | Nocaute Técnico (socos)            | The Ultimate Fighter 16 Finale            | 15/12/2012 | 1     | 2:58  | Las Vegas, Nevada        |                                                                                                  |
| Derrota | 5-1      | Cheick Kongo        | Decisão (unânime)                  | UFC 137: Penn vs. Diaz                    | 29/10/2011 | 3     | 5:00  | Las Vegas, Nevada        |                                                                                                  |
| Vitória | 5-0      | Christian Morecraft | Nocaute (soco)                     | UFC on Versus 4                           | 26/06/2011 | 2     | 4:28  | Pittsburgh, Pensilvânia  |                                                                                                  |
| Vitória | 4-0      | Tim Hague           | Nocaute Técnico (socos)            | UFC Fight for the Troops 2                | 22/01/2011 | 1     | 2:59  | Fort Hood, Texas         |                                                                                                  |
| Vitória | 3-0      | Joey Beltran        | Decisão (unânime)                  | UFC 119: Mir vs. Cro Cop                  | 25/09/2010 | 3     | 5:00  | Indianápolis, Indiana    | Luta da Noite.                                                                                   |
| Vitória | 2-0      | Kimbo Slice         | Nocaute Técnico (socos)            | UFC 113: Machida vs. Shogun 2             | 08/05/2010 | 2     | 4:24  | Montreal, Quebec         |                                                                                                  |
| Vitória | 1-0      | Marcus Jones        | Nocaute (soco)                     | The Ultimate Fighter: Heavyweights Finale | 05/12/2009 | 2     | 0:10  | Las Vegas, Nevada        |                                                                                                  |